# Discographie de Synapson
 (juillet 2025).
Si vous disposez d'ouvrages ou d'articles de référence ou si vous connaissez des sites web de qualité traitant du thème abordé ici, merci de compléter l'article en donnant les références utiles à sa vérifiabilité et en les liant à la section « Notes et références ».
La discographie de Synapson se compose de six albums.

## Discographie

### Albums studio
- 2012 : Stendhal Syndrome (CD, téléchargement, Sol, Diez Music / Musicast)
- 2015 : Convergence (CD, téléchargement, Warner Music Group)
- 2018 : Super 8 (CD, téléchargement, Warner Music Group)
- 2020 : Global Musique Volume 1 (CD, téléchargement, vinyle, Elektra Records)
- 2022 : Global Musique Volume 2 (CD, téléchargement, vinyle, Elektra Records)
- 2025 : Blue Jeans[1]

### Singles
- 2011 : Time Displace
- 2012 : Sentimental Affair
- 2012 : Vertige (Voguing)
- 2014 : Djon maya maï (featuring Victor Démé)
- 2015 : All in You (featuring Anna Kova)
- 2015 : Fireball (featuring Broken Back)
- 2016 : Vlade Down (featuring Tessa B.)
- 2016 : Going Back to My Roots (featuring Tessa B.)
- 2018 : Hide Away (featuring Holly)
- 2018 : Souba (featuring Lass)
- 2018 : Chacun fait (c'qui lui plaît)
- 2018 : Feel Alive
- 2019 : Sodade
- 2019 : Soy Campesino
- 2019 : La Corrida
- 2019 : Citurao Tem Mele
- 2019 : Africa Ni Leo
- 2020 : Bensema (featuring Oumou Sangaré)
- 2020 : Yise (featuring Bongeziwe Mabandla)
- 2020 : Illuminar (featuring Flavia Coelho)
- 2020 : Lengueno (featuring Pongo)
- 2020 : Toujours (featuring Tim Dup & Lass)
- 2021 : Mohan
- 2021 : Waylalah (featuring Bab L' Bluz)
- 2022 : Stand Tall (avec Dominique Fils-Aimé)
- 2022 : Mona Ki Ngi Xica (avec Bonga)
- 2022 : An Rev (avec David Walters)
- 2022 : Beleza

### Remixes
- 2012 : Mary Wells - My Guy (Synapson Remix)
- 2012 : PillowTalk featuring Brett Johnson - Strange Love (Synapson Remix)
- 2012 : The xx - Fiction (Synapson remix)
- 2013 : D E N A - Cash, Diamond Rings, Swimming Pools (Synapson Remix)
- 2013 : Bonga - Mona Ki Ngi Xica (Synapson Remix)
- 2013 : The Crusaders - Street Life (Moog & Scratch Edit by Synapson)
- 2013 : Fink - Maker (Synapson Remix)
- 2013 : Joris Delacroix - Air France (Synapson Remix)
- 2014 : The Garifuna Collective - Seremei Buguya (Synapson Remix)
- 2014 : Benjamin Diamond - Assassin Assassine (Synapson Remix)
- 2014 : Walter Sobcek featuring Mereki - Midnight Crush (Synapson Remix)
- 2014 : Sixtine - Press Start (Synapson Remix)
- 2014 : The Avener featuring Phoebe Killdeer - Fade Out Lines (Synapson Remix)
- 2014 : CätCät featuring Mary H - Kisses (Synapson Remix)
- 2015 : Bryan Ferry - Driving Me Wild (Synapson Remix)
- 2015 : Synapson featuring Broken Back - Fireball (Synapson Re-vision)
- 2015 : Synapson featuring Bernhoft - Keep Me Hanging (Synapson Re-vision)
- 2016 : Feder featuring Emmi - Blind (Synapson Remix)
- 2017 : Yuksek featuring Kim Giani - Sunrise (Synapson Remix)
- 2018 : Hyphen Hyphen - Mama Sorry (Synapson Remix)
- 2018 : Lauv featuring Julia Michaels - There's No Way (Synapson Remix)
- 2019 : Beat Assailant - The System (Synapson Remix)
- 2019 : Billie Holiday feat. Lass - Don't Explain (Synapson Remix)
- 2019 : Drake - Madiba Riddim (Synapson Remix)
- 2019 : Kaleo - I Can't Go On Without You (Synapson Edit)
- 2019 : Inna de Yard featuring Ken Boothe - Let The Water Run Dry (Synapson Remix)
- 2020 : Manu Dibango - Soul Makossa (Synapson Remix)
- 2020 : Mozambo - On the Rocks (Synapson Remix)
- 2020 : David Walters - Manyè (Synapson Remix)
- 2020 : Climax Orchestra - Nte Tan Da (Synapson Remix)
- 2021 : David Walters - Baby Go (Synapson Remix)
- 2022 : Desta French - Señor (Synapson Remix)
- 2022 : Calypso Rose featuring The Garifuna Collective - Watina (Synapson Remix)
- 2022 : Hollysiz - Give Me Something (Synapson Remix)
- 2023 : Lass - Mbélé (Synapson Remix)
- 2023 : Vanille - Follow the Sun (Synapson Remix)
- 2023 : Later. - The Way It Is (Synapson Remix)
- 2023 : Ekwateur - Great Again (Synapson Edit)